# Piliocolobus oustaleti
Piliocolobus oustaleti (лат.) — вид млекопитающих из семейства мартышковых отряда приматов.

## Классификация
Ранее считался подвидом Piliocolobus  foai, однако более поздние классификации возводят его в ранг вида.

## Описание
Длина тела самцов от 45,9 см до 68 см, длина тела самок от 52 до 64 см. Длина хвоста самцов от 55,5 до 73 см, длина хвоста самок от 68 до 73 см. Вес самцов в среднем 12,5 кг, вес самок в среднем 8,2 кг.

## Распространение
Населяет различные виды лесов в Южном Судане, на юге ЦАР, севере Демократической республики Конго и на северо-востоке Республики Конго.

## Статус популяции
Международный союз охраны природы присвоил этому виду охранный статус «Уязвимый».